# Újváry László (pedagógus)
Újváry László (Léva, 1930. május 5. – 2021. december 11.) szlovákiai magyar pedagógus, a lévai magyar kulturális élet egyik szervezője.

## Élete
1950-ben került a katedrára a magyar iskolák újranyitásával. Többek között Oroszkán, Garamszentgyörgyön (igazgató), Marcelházán, Csatán (igazgató), majd Zselízen, végül Léván tanított. A normalizációt követően kénytelen volt elhagyni a tanári pályát, 1973-tól sofőrként és benzinkutasként dolgozott.
A bársonyos forradalom után a lévai magyar iskola igazgatója lett, s ott dolgozott egészen 1996-os nyugdíjba vonulásáig.
Kezdeményezésére a magyar költészet napján Léván Verskavalkád címmel versfelolvasó délutánt tartanak, illetve a nagysallói csata évfordulóján megemlékezést tartanak a lévai köztemetőben lévő emlékműnél. Ezen kívül a Juhász Gyula Irodalmi Színpad és a Bárka Színpad fűződik még a nevéhez. Több mint ötven színdarabot és irodalmi színpadi műsort rendezett. Alapító tagja volt a Csemadoknak, a lévai Reviczky Társulás tiszteletbeli elnöke.

## Díjai, elismerései
- Czabán Samu-díj
- Katedra-díj
- Kulcsár Tibor-díj
- 2009 Csemadok életműdíj[2]